# Rajd KAK 1965
Rajd KAK 1965 (16. KAK-Rallyt - Swedish Rally) – 16. edycja rajdu samochodowego Rajd KAK rozgrywanego w Szwecji. Rozgrywany był od 10 do 13 lutego 1965 roku. Była to trzecia runda Rajdowych Mistrzostw Europy w roku 1965.

## Klasyfikacja rajdu
| Miejsce                      | Kierowca                     | Pilot                        | Samochód                     | Czas                         | Strata                       |                              |
| Klasyfikacja generalna i ERC | Klasyfikacja generalna i ERC | Klasyfikacja generalna i ERC | Klasyfikacja generalna i ERC | Klasyfikacja generalna i ERC | Klasyfikacja generalna i ERC | Klasyfikacja generalna i ERC |
| ---------------------------- | ---------------------------- | ---------------------------- | ---------------------------- | ---------------------------- | ---------------------------- | ---------------------------- |
| 1.                           | Tom Trana                    | Gunnar Thermanius            | Volvo PV 544                 |                              | 0.0                          |                              |
| 2.                           | Åke Andersson                | Sven-Olof Svedberg           | Saab 96 Sport                |                              |                              |                              |
| 3.                           | Björn Waldegård              | Lars Nyström                 | Volkswagen 1500 S            |                              |                              |                              |
| 4.                           | Carl-Magnus Skogh            | Rolf Skogh                   | Volvo 122 S                  |                              |                              |                              |
| 5.                           | Ove Eriksson                 | Stig Rosendahl               | Opel Rekord                  |                              |                              |                              |
| 6.                           | Ove Andersson                | Torsten Åman                 | Saab 96 Sport                |                              |                              |                              |
| 7.                           | Bengt Söderström             | Bo Ohlsson                   | Ford Cortina Lotus MK1 A     |                              |                              |                              |
| 8.                           | Hans Lund                    | Björn Wahlgren               | Saab 96 Sport                |                              |                              |                              |
| 9.                           | Berndt Jansson               | Erik Pettersson              | Renault 8 Gordini            |                              |                              |                              |
| 10.                          | Hans Lannsjö                 | Hans Sundin                  | BMC Mini Cooper S            |                              |                              |                              |